# Dishonored
Dishonored este un joc video de acțiune-aventură și stealth, dezvoltat de Arkane Studios și publicat de Bethesda Softworks. Lansat în octombrie 2012 pentru platformele Microsoft Windows, PlayStation 3 și Xbox 360, jocul se desfășoară într-un univers fictiv, inspirat de epoca victoriană, cu elemente de steampunk și magie. Jucătorii preiau rolul lui Corvo Attano, un bodyguard acuzat pe nedrept de uciderea împărătesei și răpit într-o conspirație politică.

## Povestea

### Fundal și tematică
Acțiunea jocului are loc în orașul fictiv Dunwall, un port industrial inspirat de Londra și Edinburgh din epoca victoriană. Orașul este devastat de o epidemie de ciumă transmisă de șobolani. Dunwall este controlat de o oligarhie coruptă, iar inegalitatea socială este extrem de evidentă.

### Personaje principale
- Corvo Attano: Protagonistul jocului, fost bodyguard regal acuzat pe nedrept de uciderea împărătesei Jessamine Kaldwin.
- Emily Kaldwin: Moștenitoarea tronului, răpită după moartea mamei sale.
- Jessamine Kaldwin: Împărăteasa, al cărei asasinat declanșează evenimentele din joc.
- Outsider: O ființă misterioasă care îi oferă lui Corvo abilități supranaturale.
- Hiram Burrows: Spymaster și principalul antagonist, care orchestrează conspirația împotriva lui Corvo.
- Daud: Liderul asasinilor care au ucis-o pe împărăteasă, de asemenea binecuvântat de Outsider cu puteri supranaturale.

### Intriga
Corvo Attano, bodyguardul personal al împărătesei Jessamine Kaldwin, este acuzat pe nedrept de uciderea ei și de răpirea fiicei sale, Emily. Închis, Corvo este eliberat de un grup de loialiști care doresc să-l vadă pe Burrows înlăturat de la putere și pe Emily restaurată pe tron. În timpul evadării, Corvo este vizitat de Outsider, care îi conferă abilități supranaturale pentru a-și îndeplini misiunea de răzbunare și restabilire a ordinii.
Pe parcursul jocului, Corvo trebuie să se strecoare prin diverse locații din Dunwall, să elimine ținte cheie și să descopere adevărul din spatele conspirației. Jucătorii pot alege să abordeze misiunile în mod letal sau non-letal, influențând astfel evoluția poveștii și finalul jocului.

## Gameplay

### Mecanici de bază
Dishonored este un joc de acțiune-aventură și stealth, jucat din perspectiva first-person. Jucătorii trebuie să navigheze prin niveluri deschise, folosindu-se de abilitățile supranaturale ale lui Corvo, arme și echipamente pentru a-și atinge obiectivele. Jocul încurajează flexibilitatea și creativitatea, permițând abordări multiple pentru fiecare misiune.

### Abilități și puteri
Corvo primește o serie de puteri supranaturale de la Outsider, care pot fi îmbunătățite folosind rune găsite în niveluri:
- Blink: O abilitate de teleportare pe distanțe scurte.
- Dark Vision: Permite jucătorului să vadă prin pereți și să detecteze inamicii.
- Possession: Permite preluarea controlului asupra altor ființe, inclusiv șobolani și oameni.
- Devouring Swarm: Invocă un roi de șobolani care devorează inamicii.
- Bend Time: Încetinește sau oprește complet timpul pentru o perioadă scurtă.

### Echipamente și arme
Corvo are acces la o varietate de arme și echipamente, inclusiv:
- Spadă: Arma principală pentru lupte corp la corp.
- Arbaletă: Utilizată pentru atacuri de la distanță, cu săgeți standard, somnifere sau incendiare.
- Pistol: Arma de foc pentru atacuri rapide și letale.
- Grenade și mine: Dispozitive explozive pentru eliminarea inamicilor sau crearea de capcane.

## Dezvoltare

### Recenzii critice
Dishonored a primit recenzii pozitive din partea criticilor, fiind lăudat pentru designul nivelurilor, libertatea oferită jucătorilor și povestea captivantă. Criticii au apreciat în special abilitățile supranaturale ale lui Corvo și modul în care acestea permit diverse abordări ale misiunilor.

### Premii și nominalizări
Jocul a primit numeroase premii și nominalizări, inclusiv "Cel mai bun joc de acțiune-aventură" la Spike Video Game Awards 2012 și "Cel mai bun joc original" la BAFTA Games Awards.

### Vânzări
Dishonored a avut succes comercial, vânzându-se în peste 3 milioane de copii la nivel mondial în primele șase luni de la lansare. Popularitatea jocului a dus la dezvoltarea unor continuări și expansion packs.

## Moștenire și continuări

### Expansion packs
După lansarea inițială, Arkane Studios a lansat două expansion packs pentru Dishonored:
- The Knife of Dunwall: Urmărește povestea lui Daud, liderul asasinilor, oferind noi perspective asupra evenimentelor din jocul principal.
- The Brigmore Witches: Continuă povestea lui Daud, concluzionând arc-ul său narativ.

### Dishonored 2
Dishonored 2, lansat în 2016, continuă povestea jocului original, permițând jucătorilor să aleagă între a juca ca Emily Kaldwin sau Corvo Attano. Jocul a extins mecanicile de gameplay și a introdus noi abilități și locații.

### Dishonored: Death of the Outsider
Lansat în 2017, acest stand-alone expansion urmărește povestea lui Billie Lurk, un aliat al lui Daud, care încearcă să elimine Outsider, sursa abilităților supranaturale.
Dishonored rămâne un titlu emblematic în genul acțiune-aventură și stealth, apreciat pentru povestea sa captivantă, designul artistic impresionant și libertatea oferită jucătorilor. Moștenirea sa continuă prin continuările și expansion packs lansate ulterior, precum și prin influența sa asupra altor jocuri din industrie.

## Impact cultural
Dishonored a influențat numeroase jocuri de stealth și acțiune-aventură care au urmat, fiind lăudat pentru libertatea oferită jucătorilor și designul inovativ al nivelurilor. Jocul a fost studiat în context academic pentru modul în care abordează teme de putere, corupție și moralitate.